# Walton Grönroos
Hugo Walton Grönroos, född 29 augusti 1939 i Finström, Åland, död 19 mars 1999 i Stockholm, var en finländsk operasångare (baryton) och operachef. Grönroos, som framförde både operamusik och lieder, gav sin första konsert i Wien 1971 och vann Timo Mustakallio-sångtävlingen 1975.
Åren 1987–1991 var han konstnärlig chef för operafestivalen i Nyslott, 1992–1996 operachef för Finlands nationalopera och därefter för Kungliga Operan i Stockholm till sin död. Han är begravd på Sandudds begravningsplats i Helsingfors.
Han tilldelades Pro Finlandia-medaljen 1991.

## Utmärkelser
- Pro Finlandia-medaljen av Finlands Lejons orden,  6 december 1991[1]
- Kommendör av kungliga norska förtjänstorden,  1 juli 1993[2]
- Förbundsrepubliken Tysklands förtjänstorden - stora kommendörskorset[3]

[Redigera Wikidata]